# Guy Drut
Guy Drut (Oignies, 6 dicembre 1950) è un politico ed ex ostacolista francese, medaglia d'oro alle Olimpiadi di Montréal del 1976 nei 110 metri ostacoli, e medaglia d'argento alle Olimpiadi di Monaco di Baviera del 1972.

## Biografia
Specialista dei 110 metri ostacoli, Guy Drut ha conquistato la medaglia d'argento alle Olimpiadi di Monaco di Baviera 1972, dietro allo statunitense Rod Milburn.
Nei Campionati europei di atletica del 1974 a Roma è arrivato al primo posto ed alle Olimpiadi di Montréal 1976 ha conquistato la medaglia d'oro con il tempo di 13"30, davanti all'atleta cubano Alejandro Casañas e allo statunitense Willie Davenport.
Dopo il ritiro dall'attività sportiva è entrato in affari e in politica, diventando Ministro dello Sport della Repubblica Francese nel governo di centro-destra di Alain Juppé tra il 1995 e il 1997.

## Palmarès
| Anno | Manifestazione          | Sede      | Evento   | Risultato | Prestazione | Note                  |
| ---- | ----------------------- | --------- | -------- | --------- | ----------- | --------------------- |
| 1969 | Europei                 | Atene     | 110 m hs | 4º        | 14"0        |                       |
| 1970 | Europei indoor          | Vienna    | 60 m hs  | Bronzo    | 7"8         |                       |
| 1971 | Giochi del Mediterraneo | Smirne    | 110 m hs | Oro       | 13"7        |                       |
| 1972 | Europei indoor          | Grenoble  | 50 m hs  | Oro       | 6"51        |                       |
| 1972 | Giochi olimpici         | Monaco    | 110 m hs | Argento   | 13"34       |                       |
| 1973 | Europei indoor          | Rotterdam | 60 m hs  | 6º        | 9"22        |                       |
| 1974 | Europei                 | Roma      | 110 m hs | Oro       | 13"40       | Record dei campionati |
| 1976 | Giochi olimpici         | Montréal  | 110 m hs | Oro       | 13"30       |                       |
| 1981 | Europei indoor          | Grenoble  | 50 m hs  | Bronzo    | 6"54        |                       |